# Lier (Noruega)
Lier é uma comuna da Noruega, com 303 km² de área e 21.594 habitantes (censo de 2004).         